# ジェシカ・パウレット
ジェシカ・パウレット（Jéssica Pauletto、1990年4月19日–）は、ブラジル、リオ・グランデ・ド・スル州出身の女性ファッションモデル である。身長178センチ（5フィート10インチ）。

## 経歴
ジェシカ・パウレットはポルト・アレグレ（Porto Alegre）から125km離れたベント・ゴンサウヴェス（Bento Gonçalves）という町で、実業家の娘として産まれた。彼女の家族はもとはイタリアのヴェネト州（イタリア語: Veneto）出身であった。
ジゼル・ブンチェン、アレッサンドラ・アンブロジオ、キャロライン・トレンティーニやその他の多くのリオグランデ・ド・スル州出身のブラジル人モデルのように、ジェシカ・パウレットは彼女のモデルとしてのキャリアを「ディルソン・ステイン 」（Dilson Stein）とともに歩み始めた。彼女は2004年の終わりにサンパウロ市の「マリリン・エージェンシー」（Marilyn Agency）に入り、その後１年以内に彼女は既にモデルとしての確固たる地位を確立した。2005年1月に彼女は「サンパウロ・ファッション・ウィーク」（São Paulo Fashion Week - SPFW）に参加し、彼女は「ドリーム・ティム」（Dream Tim）コンテストの第一弾で最上位の『ニューフェイス』（『new face』）を獲得した。サンパウロ・ファッション・ウィークでは、彼女は29人のファッションデザイナーの作品のモデルとなった。2005年冬季には、ジェシカは「リオデジャネイロ・ファッション・ウィーク」に参加し、ベスト・モデルに選ばれた。その直後、彼女はニューヨークへ行き、そこに滞在することとなった。2006年には彼女は数カ月日本へ行き、日本ロレアル（L'Oréal Japan）、エル（Elle）、エル・ガール（Elle Girl）において働き、日本のデパートである 伊勢丹のカタログのモデルも務めた。
ジェシカパウレットは以下のような多くの雑誌にモデルとして登場してきた。
- ヴォーグ（ブラジル）（Vogue（Brazil））（２回）
- ヴォーグ・ティーン（Vogue Teen）
- エル（アルゼンチン）（Elle （Argentina））
- エル・ガール（Elle Girl）
- グラマー（イタリア）（Glamour（Italy））
- マリ・クレール（Marie Claire）（２回）
- シンプル・マガジン（Simples Magazine）
- サンパウロ・ファッション・ウィークレビュー（SPFW Review）

彼女は以下のようなブラジルのファッションカンパニーの様々な広告キャンペーンの顔として活動してきた。
- アレッツォ（Arezzo）[7]
- トリトン（Triton）[8]
- ヴィデ・ブラ（Vide Bula）[9]
- ルーシー・イン・ザ・スカイ（Lucy in the Sky）[10]
- サード（Saad）[11]

彼女は「マリア・ボニータ」（Maria Bonita）
というブラジルのファッションカンパニーのカタログのモデルを務め、以下のブラジルの写真家のモデルも務めてきた。
- ジャック・ドゥケッカー（Jacques Dequeker）
- ミロ（Miro）
- アンドレ・スキリロ（André Schiliró）
- マルセロ・ヌネス（Marcelo Nunes）
- クリスチアーノ・ピオ・デ・アウメイダ（Cristiano Pio de Almeida）

2007年にジェシカパウレットは健康上の理由で１年間休業した。しかし、2008年冬季サンパウロ・ファッション・ウィークにおいてこれまで以上に美しくモデルとして再登場し、「イオディス」（Iodice）、「トリトン」（Triton）、ジセル・ナッセ」（Giselle Nasser）及び「アマポ」（Amapô）のような多くのファッションカンパニーのモデルを務めた。その後彼女は再び日本へ行った。彼女は現在ドイツ、ハンブルクの「エーエヌシー・エージェンシー」（anc.model management）で働いています。